# 달고나
달고나 또는 뽑기는 설탕에 베이킹소다를 넣고 막대로 저어서 만드는 한국의 사탕이다. 지역에 따라 여러 가지 이름으로 불린다. 상점에서 파는 일반 과자보다 값이 싸고 맛이 달았기 때문에 1950년대 중후반에 대한민국 어린이들이 즐겨 먹었던 간식이다. 지금도 그 유명세와 인기는 여전하며 특히 21세기 초반에 들어서는 한동안 복고풍 유행에 힘입어 서울 인사동 같은 도심지 거리에서도 종종 가판대를 볼 수 있고 옛 추억을 그리는 어른들이 사먹기도 한다. 틀로 찍어 다양한 모양의 달고나를 만들기도 한다.
1960~1970년대에 달고나는 국자 위에 깍두기 모양을 한 하얀 설탕(포도당) 덩어리를 얹고 연탄불로 녹인 뒤 소다가루를 넣어 휘저어 먹던 어린이들의 인기 먹거리였고, 뽑기는 설탕을 녹인 것에 소다 가루를 조금 넣고 납작하게 눌러서 만든 먹거리였다. 달고나는 설탕을 녹인 상태로 그냥 먹지만 이와 다르게 뽑기는 철판에 부어서 둥근 철판으로 눌러 납작하게 만들어 먹는다. 이 때 납작해진 반죽을 별이나 하트 등의 모양틀로 눌러 모양을 새긴다.  바늘로 이 모양만 분리해내기도 하는데 이는 뽑기를 먹을 때 재미요소가 된다. 뽑기는 지역에 따라 띠기나 쪽자, 똥과자 라고도 불린다. 과거에는 달고나와 뽑기를 골목길에서도 많이 팔았지만 최근에는 직접 만들어서 파는 모습은 관광지에서나 볼 수 있으며, 시중에는 '추억의'라는 이름이 붙은 공장 제품이 나와 있다. 또한 집에서 직접 만들 수 있는 만들기 세트를 팔기도 한다. 또한 2020년, 달고나를 이용한 달고나 커피가 만들어졌다.

## 이름
서울과 인천을 포함한 수도권의 경우에는 주로 뽑기와 달고나라고 불렸으며 이를 차용하여 넷플릭스 《오징어 게임》에서도 달고나 뽑기라고 소개되었다. 하지만 지역별로 부르는 명칭이 다른데 주로 아래와 같은 명칭들을 위주로 사용했다.
- 띠기[6]: 대표적으로 대전에서 사용되었으며, 이외의 지역으로는 청주를 제외한 충청도 대부분 지역과 광주를 제외한 전라도 대부분 지역에서 사용되었다고 한다. '띠기'는 모음 'ㅔ'가 'ㅣ'로 변환되는 충청도, 전라도 방언의 특징이 반영된 것으로 표준어 식으로 바꾸면 '떼기'가 된다.

- 떼기[7]: 제주도에선 충청도나 전라도처럼 방언의 형태인 '띠기'로 변형시키지 않고 표준어식 그대로를 차용하여 '떼기'라고 불렀다고 한다. 예외적으로 서귀포 일부 지역에선 '띠까'로도 불렸다고 한다.

- 국자[8]: 주로 대구/경북 지역에서 사용되었으며, 국자에 만들어 먹었다고 해서 '국자'라고 불렀다고 한다. 이외에도 '파짜꿍'이라고도 불리었다는데 국자만큼 존재감이 강한 편은 아니다.
- 쪽자[9]: 주로 경남권에서 사용되었으며, 국자의 방언에서 유래된 것으로 추측되나 정확한 것은 아니다.
- 오리떼기/오리띠기[10]: 주로 마산에서 사용되었으며, '오려서 떼기'의 방언에서 유래되었다고 한다.
- 똥과자[11]: 부산에선 쪽자 이외에도 '똥과자'라고도 불렀다고 하는데, 이름에서 알 수 있는 것처럼 똥같이 생겼다 하여 똥과자라고 불렀다고 한다.

뽑기의 인기가 한창이던 7-80년대부터 2000년대 초반까지는 매체의 영향이 적어서 지역별로 명칭이 달랐지만, 이후 세대부턴 스마트 폰의 보급과 매체의 영향이 커지면서 자연스레 미디어에 노출이 많은 서울/경기권의 영향이 커지게 되었고, 이후에는 이러한 지역별 명칭은 힘을 잃게 되었고 현재는 중/고등학생 대부분은 달고나로 통합해서 부른다.

## 문화 속의 달고나
2004년 송승환이 《섹시 달고나》라는 제목으로 뮤지컬을 제작하였다. 뮤지컬 달고나는 2006년 대극장 무대에 오르는 데 이어 2007년에는 일본으로도 수출하였다.
2021년, 넷플릭스는 달고나 뽑기가 등장인물들의 생사를 가르는 게임으로 등장하는 드라마 《오징어 게임》을 공개했다. 오징어 게임 공개 이후로 달고나의 인기가 세계적으로 높아졌다.

## 같이 보기
- 달고나 커피
- 벌집 사탕
- 사탕
- 설탕
- 소다
- 베이킹 소다
- 인사동